# Drayton Valley-Devon
Circonscription électorale provinciale du Canada
Drayton Valley-Devon (auparavant Drayton Valley et Drayton Valley-Calmar) est une circonscription électorale provinciale de l'Alberta (Canada), située dans le centre-ouest de la province. Elle comprend les villes de Calmar, Devon et Drayton Valley. Son député actuel est Mark Smith du parti Wildrose.

## Liste des députés
| Années                | Années         | Député         | Parti politique           |
| Drayton Valley        | Drayton Valley | Drayton Valley | Drayton Valley            |
| --------------------- | -------------- | -------------- | ------------------------- |
|                       | 1971 - 1975    | Rudolph Zander | Progressiste-conservateur |
|                       | 1975 - 1979    | Rudolph Zander | Progressiste-conservateur |
|                       | 1979 - 1982    | Shirley Cripps | Progressiste-conservateur |
|                       | 1982 - 1986    | Shirley Cripps | Progressiste-conservateur |
|                       | 1986 - 1989    | Shirley Cripps | Progressiste-conservateur |
|                       | 1989 - 1993    | Tom Thurber    | Progressiste-conservateur |
| Drayton Valley-Calmar |                |                |                           |
|                       | 1993 - 1997    | Tom Thurber    | Progressiste-conservateur |
|                       | 1997 - 2001    | Tom Thurber    | Progressiste-conservateur |
|                       | 2001 - 2004    | Tony Abbott    | Progressiste-conservateur |
|                       | 2004 - 2008    | Tony Abbott    | Progressiste-conservateur |
|                       | 2008 - 2012    | Diana McQueen  | Progressiste-conservateur |
| Drayton Valley-Devon  |                |                |                           |
|                       | 2012 - 2015    | Diana McQueen  | Progressiste-conservateur |
|                       | 2015 - présent | Mark Smith     | Wildrose                  |